# Vytautas Kernagis (Politiker)
Vytautas Kernagis (* 1976 in Vilnius) ist ein litauischer Manager und konservativer Politiker.

## Familie
Sein Vater war der Musiker und Sänger Vytautas Kernagis (1951–2008), seine Mutter ist Dalia Kernagienė.

## Leben
Nach dem Abitur an der 22. Mittelschule Vilnius in  Antakalnis absolvierte Vytautas Kernagis von 1996 bis 2000 die Elektronik-Schule und 2005 das Bachelorstudium am Vilniaus kolegija. Von 2006 bis 2007 studierte er an der ISM Vadybos ir ekonomikos universitetas. Von 2000 bis 2004 war er Direktor im Unternehmen UAB „Dizaino kryptis“. 2004–2006 arbeitete er als IT-Leiter im Fernsehen „5 kanalas“, 2006–2009 als Kommerzdirektor und ab 2008 als Generaldirektor bei UAB „Tiketa“.
Seit November 2016 ist er Seimas-Mitglied mit der Partei Tėvynės sąjunga.